# Gipskarstlandschaft Pölsfeld und Breiter Fleck im Südharz
Gipskarstlandschaft Pölsfeld und Breiter Fleck im Südharz bezeichnet ein FFH-Gebiet in den Städten Sangerhausen, Mansfeld und Allstedt und den Gemeinden Blankenheim, Ahlsdorf und Hergisdorf im Landkreis Mansfeld-Südharz in Sachsen-Anhalt.

## Allgemeines
Das FFH-Gebiet ist circa 1729 Hektar groß (beim Bundesamt für Naturschutz ist die Größe mit 1722 Hektar angegeben). Im westlichen Bereich des FFH-Gebietes überlagert es sich mit dem Landschaftsschutzgebiet „Harz und südliches Harzvorland“ und grenzt im Nordosten an das Landschaftsschutzgebiet „Harz“. Der größte Teil des FFH-Gebietes ist hier als Naturschutzgebiet „Gipskarstlandschaft Pölsfeld“ ausgewiesen. Im Osten des FFH-Gebiets liegen die drei Flächennaturdenkmale „Fischteich“, „Kranichborn“ und „Steinbruch“. Das FFH-Gebiet ist durch die Landesverordnung zur Unterschutzstellung der Natura 2000-Gebiete im Land Sachsen-Anhalt (N2000-LVO LSA) seit dem 21. Dezember 2018 rechtlich gesichert. Zuständige untere Naturschutzbehörde ist der Landkreis Mansfeld-Südharz.

## Beschreibung
Das FFH-Gebiet liegt nordöstlich von Sangerhausen am Rand des Südharzer Zechsteingürtels. Im westlichen Bereich liegt es innerhalb des Biosphärenreservats Karstlandschaft Südharz und des Naturparks Harz/Sachsen-Anhalt.
Das Gebiet wird großflächig von Waldgesellschaften eingenommen, die als Eichen-Hainbuchenwälder und Buchenwälder ausgebildet sind. Entlang von Bachläufen sind auch Auenwälder ausgebildet. Insbesondere rund um Pölsfeld sind Offenlandbereiche vorhanden, die überwiegend als Grünländer ausgebildet sind.
Die Eichen-Hainbuchenwälder sind in der Regel durch die Nutzung als Mittelwald und Waldweide aus Buchenwäldern entstanden. Sie werden von Trauben- und Stieleiche dominiert. Dazu gesellen sich insbesondere Gemeine Esche, Ulmen- und Ahornarten. In der Krautschicht siedeln unter anderem Waldlabkraut, Seidelbast, Nickendes Perlgras und Vielblütige Weißwurz sowie die Orchideenarten Stattliches Knabenkraut, Breitblättrige Stendelwurz, Großes Zweiblatt und Weißes Waldvöglein.
Die Buchenwälder sind als Waldmeister- und teilweise als Hainsimsen-Buchenwälder ausgebildet. Die Rotbuche ist die dominierende Baumart. Dazu gesellen sich in den Waldmeister-Buchenwäldern Bergahorn, Spitzahorn, Traubeneiche und Vogelkirsche sowie seltener Elsbeere und in den Hainsimsen-Buchenwäldern Bergahorn und Traubeneiche. Auch die Fichte ist insbesondere in den Waldmeister-Buchenwäldern regelmäßig eingestreut. In der Krautschicht der Waldmeister-Buchenwälder siedeln unter anderem Einblütiges Perlgras, Waldgerste, Waldbingelkraut, Gelbes Windröschen, Hohler Lerchensporn, Seidelbast, Frühlingsknotenblume und Waldmeister sowie die Orchideenarten Weißes Waldvöglein, Fuchs’ Knabenkraut, Violette Stendelwurz und Breitblättrige Stendelwurz. In der nur spärlichen Krautschicht der Hainsimsen-Buchenwälder sind unter anderem Behaarte Hainsimse, Weißliche Hainsimse, Buschwindröschen und Waldveilchen zu finden. Bei Pölsfeld sind kleinflächig Orchideen-Buchenwälder ausgebildet. In der meist aufgelockerten Baumschicht gesellen sich Elsbeere, Hainbuche und Traubeneiche zur Rotbuche. In der Krautschicht siedeln unter anderem Kalkblaugras, Bergsegge, Echter Wundklee und Weiße Schwalbenwurz sowie die Orchideenarten Weißes Waldvöglein, Rotes Waldvöglein, Kleinblättrige Stendelwurz, Großes Zweiblatt, Vogelnestwurz, Stattliches Knabenkraut und Zweiblättrige Waldhyazinthe sowie stellenweise auch Gelber Frauenschuh.
In Hanglagen stocken kleinflächig Schlucht- und Hangmischwälder aus Bergulme, Winterlinde und Roter Heckenkirsche.
Grünländer sind überwiegend als Mähwiesen ausgebildet. Teilweise sind als Enzian-Schillergrasrasen ausgebildete Kalktrockenrasen zu finden. Hier siedeln Aufrechte Trespe, Fiederzwenke, Sichelblättriges Hasenohr und Fransenenzian sowie die Orchideenarten Große Händelwurz, Braunroter Sitter und Bienenragwurz. Da die Trockenrasen nur noch unregelmäßig beweidet werden, breiten sich Gräser aus. Teilweise sind sie ganz aufgelassen, so dass sie verbuschen.
Das Gebiet ist Lebensraum für Luchs, Wildkatze, Haselmaus und verschiedenen Fledermausarten, darunter Großes Mausohr, Mopsfledermaus, Bechsteinfledermaus, Große und Kleine Bartfledermaus sowie Nymphenfledermaus. Die Wälder beherbergen unter anderem Rotmilan, Wespenbussard, Hohltaube, Schwarzspecht, Grauspecht und Mittelspecht. Die Trockenrasen beherbergen Schlingnatter und Zauneidechse. In Bächen sind Bachschmerle, Moderlieschen und Bachforelle heimisch. 
Das FFH-Gebiet wird von der Bundesstraße 86 gequert. Von ihr geht die Kreisstraße 2307 nach Pölsfeld ab. An einem Parkplatz an der Bundesstraße beginnt der Karstwanderweg Südharz, der durch den westlich der Bundesstraße liegenden Teil des FFH-Gebietes verläuft. Im Osten grenzt das FFH-Gebiet im Verlauf des Kliebigsbachs an die Bahnstrecke Berlin–Blankenheim.